# Cristal (kommun)
Cristal är en kommun i Brasilien.   Den ligger i delstaten Rio Grande do Sul, i den södra delen av landet, 1 700 km söder om huvudstaden Brasília. Antalet invånare är 7 280. Arean är 682 kvadratkilometer.
Terrängen i Cristal är platt åt sydost, men åt nordväst är den kuperad.
I omgivningarna runt Cristal växer huvudsakligen savannskog. Runt Cristal är det mycket glesbefolkat, med 2 invånare per kvadratkilometer.